# Nephodia impunctata
Nephodia impunctata är en fjärilsart som beskrevs av Thierry-mieg 1892. Nephodia impunctata ingår i släktet Nephodia och familjen mätare. Inga underarter finns listade i Catalogue of Life.